# Ulla Sallert
Ulla Sonja Sallert von Lampe, ogift Sallert, ursprungligen Andersson, född 27 mars 1923 i Gustav Vasa församling i Stockholm, död 11 maj 2018 på Lidingö, var en svensk sångerska och skådespelare.

## Biografi
Ulla Sallert var född utom äktenskapet. Hennes far var ciselören Gösta Nilsson (1901–1980)  i Karlskrona, som senare blev försäljningschef. Hennes mor var servitrisen Margareta Andersson (1904–1994)  i Stockholm, från 1937 gift Lindgren, som efter skilsmässa blev kontorist och 1942 antog namnet Sallert.
Sallert studerade sång vid Musikaliska Akademien (utexaminerad 1943) och tänkte bli operasångerska. Genom engagemang vid Stockholms privatteatrar, med debut i operetten Serenad på Oscarsteatern 1944, fann hon sig snart specialiserad på operett och musikal.
På 1950-talet var hon Sveriges mesta musikalskådespelerska. Hon spelade huvudroller i Oklahoma, Annie Get Your Gun, South Pacific, Kiss Me, Kate och Guys and Dolls, de flesta på Oscarsteatern. En särskilt krävande roll var den som Eliza i succén My Fair Lady, som gick där i hela sex säsonger 1958–1961. Hon spelade också i operetter som Madame Pompadour, Csardasfurstinnan, Tre valser och Glada änkan.
Efter dessa många roller framstod Sallert som specialist på musikal och den annorlunda sångteknik musiken krävde, och hjälpte till att etablera genren i Europa. Hon gästspelade på Volksoper i Wien, först i musikalen Wonderful Town 1956, sedan som Lili Varescu i Kiss Me, Kate. Samma roll gjorde hon sedan också på Islands nationalteater. Hon sjöng på svenska, sade repliker på halvisländska medan motspelarna spelade på isländska.
En höjdpunkt i hennes karriär som musikalartist var ett engagemang på Broadway, där hon gjorde La Comtesse Diane de Vobrillac i uruppförandet av en musikal, Ben Franklin in Paris, i Philadelphia och New York 1964–1965. Hon blev därmed den enda svensk som fått en huvudroll i en Broadwaymusikal specialskriven för sig.
Sallert var därefter verksam också som talskådespelerska, gav konserter och krogshower, sjöng visor och schlager och skrev även böcker om astrologi och fasta.
Hennes sista roll var som Hertiginnan i musikalen Me and My Girl, som hon gjorde i flera uppsättningar på 2000-talet, i Stockholm, och i Anders Aldgårds produktion på Storan i Göteborg och Nöjesteatern i Malmö. Denna roll gav henne också en Guldmask år 2002.
Sallert gifte sig 1945 med friherre Franz von Lampe (1918–1986), från vilken hon 1960 blev skild. De fick en dotter, Thérèse von Lampe (född 1949), som är filosofie doktor i konstvetenskap.
Ulla Sallert är begravd på Lidingö kyrkogård. År 2024 utkom biografin Ulla Sallert : porträtt av en Fair Lady : operett- och musikalstjärnan i teaterhistorisk belysning i två delar, skriven av dottern Thérèse von Lampe.

## Filmografi (urval)
- 1942 – Det är min musik
- 1946 – Djurgårdskvällar
- 1947 – Får jag lov, magistern!
- 1947 – Tappa inte sugen
- 1950 – Ung och kär
- 1955 – Resa i natten
- 1985 – Smugglarkungen
- 1989 – Kvinnorna på taket
- 1990 – Nils Karlsson Pyssling

## Teater

### Roller (ej komplett)
| År   | Roll                                  | Produktion                                                                                            | Regi              | Teater                                 |
| ---- | ------------------------------------- | --- | ----------------- | -------------------------------------- |
| 1944 | Eleonor Barret                        | Serenad Staffan Tjerneld och Lajos Lajtai                                                             | Leif Amble-Naess  | Oscarsteatern                          |
| 1945 | Medverkande                           | Taggens varuhusrevy Georg Eliasson och Gösta Rybrant                                                  | Per-Axel Branner  | Nya Teatern                            |
| 1946 | Medverkande                           | Ett lysande elände, revy Karl Gerhard                                                                 | Hasse Ekman       | Oscarsteatern                          |
| 1946 | Nellie                                | Eskapad Lajos Lajtai och Staffan Tjerneld                                                             | William Mollison  | Oscarsteatern                          |
| 1949 | Annie Oakley                          | Annie get your gun Irving Berlin, Dorothy Fields och Herbert Fields                                   | Sven Aage Larsen  | Oscarsteatern                          |
| 1951 | Lilli Vanessi/Katarina                | Kiss Me, Kate Cole Porter, Samuel Spewack och Bella Spewack                                           | Sven Aage Larsen  | Oscarsteatern                          |
| 1952 | Nellie Forbush                        | South Pacific Richard Rodgers, Oscar Hammerstein och Joshua Logan                                     | Sven Aage Larsen  | Oscarsteatern                          |
| 1953 | Vera                                  | Sista valsen Oscar Straus, Julius Brammer och Alfred Grünwald                                         | Einar Beyron      | Oscarsteatern                          |
| 1953 | Sarah Brown                           | Änglar på Broadway Frank Loesser, Joe Swerling och Abe Burrows                                        | Sven Aage Larsen  | Oscarsteatern                          |
| 1953 | Annie Oakley                          | Annie get your gun Irving Berlin, Dorothy Fields och Herbert Fields                                   | Sven Aage Larsen  | Oscarsteatern                          |
| 1954 | Sylva Varescu                         | Csardasfurstinnan Emmerich Kálmán, Leo Stein och Béla Jenbach                                         | Egon Larsson      | Oscarsteatern                          |
| 1954 | Hanna Glavari                         | Glada änkan Franz Lehár, Victor Léon och Leo Stein                                                    | Lars Egge         | Oscarsteatern                          |
| 1958 | Jeanne Antoinette Poisson             | Madame Pompadour Rudolf Schanzer, Ernst Welisch och Leo Fall                                          | Ivo Cramér        | Oscarsteatern                          |
| 1958 | Lilli Vanessi/Katarina                | Kiss Me, Kate (Kysstu mig Kötu) Cole Porter, Samuel Spewack och Bella Spewack                         | NN                | Islands nationalteater (Þjóðleikhúsið) |
| 1959 | Eliza Doolittle                       | My Fair Lady Frederick Loewe och Alan Jay Lerner                                                      | Sven Aage Larsen  | Oscarsteatern                          |
| 1962 | Charlotte Pichler                     | Tre valser Oscar Straus, Paul Knepler och Armin Robinson                                              | Ivo Cramér        | Oscarsteatern                          |
| 1964 | Madame La Comtesse Diane de Vobrillac | Ben Franklin in Paris Sidney Michaels och Mark Sandrich, Jr.                                          | Michael Kidd      | Lunt-Fontanne Theatre, New York        |
| 1970 | Sylva Varescu                         | Csardasfurstinnan Emmerich Kálmán, Leo Stein och Béla Jenbach                                         | Isa Quensel       | Oscarsteatern                          |
| 1975 | Lucille Early                         | No, No, Nanette Vincent Youmans, Otto Harbach, Frank Mandel och Irving Caesar                         | Isa Quensel       | Oscarsteatern                          |
| 1978 | Desirée Armfeldt                      | Sommarnattens leende Stephen Sondheim och Hugh Wheeler                                                | Stig Olin         | Folkan                                 |
| 1982 | Abbedissan                            | Sound of Music Richard Rodgers och Oscar Hammerstein II                                               | Stig Olin         | Folkan                                 |
| 1986 | Jacqueline                            | La cage aux folles Jerry Herman och Harvey Fierstein                                                  | Mary Bettini      | Oscarsteatern                          |
| 1987 | Mormor                                | Tjuren Ferdinand Birgitta Götestam, Andreas Aarflot, Mats Lindberg, Lennart Simonsson och Ari Stockås | Birgitta Götestam | Göta Lejon                             |
| 2006 | Medverkande                           | Oscars 100-årsjubileum                                                                                | Hans Marklund     | Oscarsteatern                          |

## Radioteater
| År   | Roll                          | Produktion                                 | Regi        |
| ---- | ----------------------------- | ------------------------------------------ | ----------- |
| 1951 | Skådespelerskan Ulla Sahlgren | Hillman & Son: Oskrivet blad Folke Mellvig | Lars Madsén |